# Zale albosquamulata
Zale albosquamulata là một loài bướm đêm trong họ Erebidae.